# Авиационные происшествия Аэрофлота 1986 года

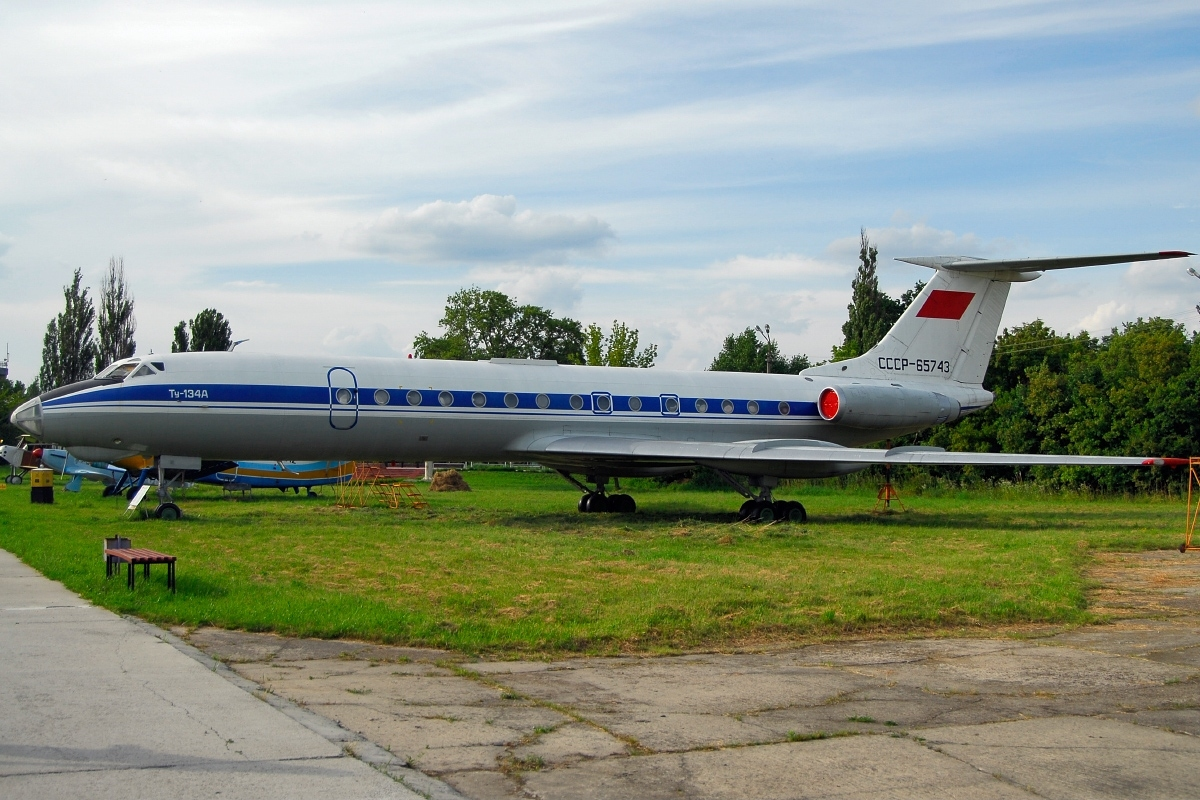
Ту-134А предприятия «Аэрофлот»

Авиационные происшествия и инциденты, включая угоны, произошедшие с воздушными судами Министерства гражданской авиации СССР (Аэрофлот) в 1986 году.
В этом году крупнейшая катастрофа с воздушными судами предприятия «Аэрофлот» произошла 12 декабря близ Берлина (ГДР), когда самолёт Ту-134А при заходе на посадку в аэропорту Шёнефельд врезался в деревья до ВПП и разрушился, при этом погибли 72 человека (подробнее…).

## Список
| Дата                  | Место                                                     | ВС        | Бортовой номер | Управление          | Жертв  | Описание | И      |
| --------------------- | --------------------------------------------------------- | --------- | -------------- | ------------------- | ------ | --- | ------ |
| 1986 года             | Быково, Москва                                            | Як-42     | 42536          | Центральных районов | 0/0    | При тренировке пожарных случайно воспламенилась обшивка кресел | [ 1 ]  |
| 9 января 1986 года    | Братск                                                    | Ми-8      | 25673          | Восточно-Сибирское  | 0+0/3  | Приземлившийся Ту-128 сошёл с полосы и врезался в вертолёт | [ 2 ]  |
| 11 января 1986 года   | Сегежа                                                    | Ми-8      | 25817          | Ленинградское       | 5/5    | При пролёте на малой высоте над заснеженным аэродромом экипаж оказался дезориентирован из-за поднявшегося снежного вихря, после чего вертолёт упал на землю и опрокинувшись на бок загорелся.                                | [ 3 ]  |
| 28 января 1986 года   | Тымлат                                                    | Ми-8      | 22596          | Дальневосточное     | 0/6    | Жёсткая посадка в условиях белой мглы на заснеженную площадку | [ 4 ]  |
| 6 февраля 1986 года   | Саранск                                                   | Ан-26Б    | 26095          | Белорусское         | 0/6    | Столкновение с землёй после взлёта из-за отклонения экипажа от мнимого самолёта, за который были приняты наземные огни | [ 5 ]  |
| 17 февраля 1986 года  | 240 км З Мирного                                          | Ил-14М    | 41816          | Центральных районов | 6/6    | Вынужденная посадка на ледник из-за истощения топлива, вызванного столкновением с ураганным встречным ветром (подробнее…) | [ 6 ]  |
| 2 марта 1986 года     | близ Бугульмы                                             | Ан-24Б    | 46423          | Центральных районов | 38/38  | Сваливание при посадке из-за самоотключения двигателя (подробнее…) | [ 7 ]  |
| 28 марта 1986 года    | близ Ханты-Мансийска                                      | Ми-2      | 15752          | Тюменское           | 6/6    | Столкновение с землёй при заходе на посадку в условиях белой мглы | [ 8 ]  |
| 1 апреля 1986 года    | Хурикау                                                   | Ми-2      | 23320          | Северо-Кавказское   | 0/1    | Столкновение с землёй при посадке из-за ошибки пилота | [ 9 ]  |
| 13 апреля 1986 года   | Усть-Бузулук                                              | Ми-2      | 23995          | Северо-Кавказское   | 0/1    | При посадке упал на землю и опрокинулся | [ 10 ] |
| 18 апреля 1986 года   | Казань                                                    | Як-40     | 87236          | Приволжское         | 0/0    | Списан из-за разрушения передних гнёзд крепления боковых двигателей (обнаружено при техническом обслуживании) | [ 11 ] |
| 18 апреля 1986 года   | Кадала, Чита                                              | Як-40     | 87301          | Якутское            | 0/32   | При посадке выкатился за пределы ВПП из-за складывания основной правой стойки шасси | [ 12 ] |
| 21 апреля 1986 года   | Белгородская область, близ Белгорода                      | Ка-26     | 24317          | Центральных районов | 3/3    | Столкновение с землёй по неустановленной причине | [ 13 ] |
| 29 апреля 1986 года   | Картаёль, Ижемский район                                  | Ми-2      | 20008          | Коми                | 4/5    | Столкновение с проводами линии связи при взлёте | [ 14 ] |
| 3 мая 1986 года       | «Ледовая База», 53 км от Греэм-Белла                      | Ан-12Б    | 12962          | Красноярское        | 0/5    | Столкновение со льдом при заходе на посадку в условиях белой мглы (обслуживал арктическую экспедицию «Север-86») | [ 15 ] |
| 6 мая 1986 года       | Дубоссары                                                 | Ка-26     | 19625          | Молдавское          | 1/2    | Столкновение с ЛЭП при авиационно-химических работах | [ 16 ] |
| 17 мая 1986 года      | близ Ханты-Мансийска                                      | Як-40     | 87928          | Тюменское           | 5/5    | Разрушение в воздухе из-за недопустимых манёвров (подробнее…) | [ 17 ] |
| 21 мая 1986 года      | Домодедово                                                | Ту-154Б-2 | 85327          | Красноярское        | 0/175+ | Из-за сбоя в работе приборов был ошибочно введён в крутое пике, а после выхода из облаков выведен из снижения со значительными перегрузками, приведшими к деформации конструкции (подробнее…)                                | [ 18 ] |
| 22 мая 1986 года      | Новозыбков                                                | Ан-2      | 68054          | Центральных районов | 0/2    | При посадке выкатился с аэродрома на пашню и скапотировал | [ 19 ] |
| 4 июня 1986 года      | Воркута                                                   | Ми-8Т     | 22802          | Коми                | 2/7    | Упал при взлёте из-за отказа гидросистемы | [ 20 ] |
| 22 июня 1986 года     | Терновка, Пенза                                           | Ту-134А   | 65142          | Приволжское         | 1/65   | Выкатывание за пределы ВПП при прерванном взлёте из-за ложного сигнала об отказе двигателя (подробнее…) | [ 21 ] |
| 28 июня 1986 года     | Краснодарский край                                        | Ан-2Р     | 82860          | Северо-Кавказское   | 0/4    | Столкновение с холмом из-за уклонения с маршрута | [ 22 ] |
| 30 июня 1986 года     | Мегион                                                    | Ми-6А     | 21007          | Тюменское           | 0/?    | Столкновение хвостового винта с препятствиями при заходе на посадку | [ 23 ] |
| 2 июля 1986 года      | Копса, Сысольский район                                   | Ту-134А   | 65120          | Коми                | 54/92  | Вынужденная посадка на лес из-за пожара на борту (подробнее…) | [ 24 ] |
| 2 июля 1986 года      | Абанский район                                            | Ми-2      | 23397          | Красноярское        | 1/6    | Накренился и опрокинулся при высадке пассажиров, убив винтом одного из них | [ 25 ] |
| 4 июля 1986 года      | Ленск                                                     | Ми-6А     | 21148          | Якутское            | 2/6    | Упал на землю при вынужденной посадке из-за отказа системы управления несущим винтом | [ 26 ] |
| 8 июля 1986 года      | Орехов Камень, Братский район                             | Ми-8Т     | 22259          | Восточно-Сибирское  | 7/7    | Столкновение с горой из-за снижения под безопасную высоту | [ 27 ] |
| 10 июля 1986 года     | Киров                                                     | Ми-2      | 20266          | Уральское           | 1/1    | Столкновение с землёй при авиационно-химических работах | [ 28 ] |
| 11 июля 1986 года     | Вилюйский район, 195 км ЮЗ Жиганска                       | Ан-2Р     | 70124          | Якутское            | 0/3    | Вынужденная посадка на лес из-за отказа двигателя | [ 29 ] |
| 12 июля 1986 года     | Харасавэй                                                 | Ми-6А     | 21019          | Коми                | 0/?    | Вынужденная посадка вне аэродрома из-за отключения двигателей по вине экипажа | [ 30 ] |
| 15 июля 1986 года     | Новиково, Парабельский район                              | Ми-2      | 15802          | Западно-Сибирское   | 4/4    | Столкновение с проводами линии связи при взлёте | [ 31 ] |
| 15 июля 1986 года     | Новосёлки, Калужская область                              | Ка-26     | 19654          | Центральных районов | 1/1    | Столкновение с проводами линии связи при взлёте | [ 32 ] |
| 17 июля 1986 года     | Фёдоровская                                               | Ан-2Р     | 05774          | Северо-Кавказское   | 2/2    | Упал при взлёте из-за ошибок пьяного командира самолёта | [ 33 ] |
| 24 июля 1986 года     | Дудинка                                                   | Ми-2      | 20753          | Северо-Кавказское   | 3/3    | Столкновение с проводами ЛЭП над рекой из-за несоблюдения безопасной высоты | [ 34 ] |
| 10 августа 1986 года  | Таксимо                                                   | Ми-8      | 25804          | Восточно-Сибирское  | 0/4    | При заходе на посадку упал на деревья из-за остановки двигателей вследствие загрязнения топлива | [ 35 ] |
| 11 августа 1986 года  | Курунг, Аяно-Майский район                                | Ан-2Р     | 40902          | Дальневосточное     | 2/4    | Столкновение с деревьями в ходе сброса почты на малой высоте | [ 36 ] |
| 11 августа 1986 года  | Момский район, площадка «Сайды»                           | Ан-2ТП    | 44685          | Якутское            | 0/2    | При уходе на второй круг врезался в гору | [ 37 ] |
| 13 августа 1986 года  | Эльтюбю                                                   | Ми-8      | 24543          | Северо-Кавказское   | 4/7    | Столкновение со склоном ущелья при уходе на второй круг в условиях превышения посадочной массы | [ 38 ] |
| 13 августа 1986 года  | Охотское море, близ Сахалина                              | Ми-8Т     | 25888          | Дальневосточное     | 10/12  | При посадке на СПБУ врезался в ограждение посадочной площадки и опрокинулся в море | [ 39 ] |
| 16 августа 1986 года  | Кенада                                                    | Ми-8      | 24681          | Дальневосточное     | 0/4    | Доставив опору ЛЭП, выполняя заход на посадку для высадки пассажира врезался несущим винтом в эту самую опору | [ 40 ] |
| 2 сентября 1986 года  | Тикси                                                     | Ми-8      | 24563          | Якутское            | 0/11   | Потеря высоты и столкновение с горой при неправильном заходе на посадку в условиях турбулентности | [ 41 ] |
| 20 сентября 1986 года | Вилюйский район, 45 км В Кысыл-Сыра                       | Ми-6А     | 21155          | Якутское            | 0/7    | При заходе на посадку в ходе укладки груза потерял высоту из-за сдвига ветра и ударившись о деревья упал в траншею | [ 42 ] |
| 20 сентября 1986 года | Уфа                                                       | Ту-134А   | 65877          | Украинское          | 3+2/81 | Захвачен двумя солдатами-дезертирами, которые убили одного из пассажиров и тяжело ранили ещё одного; ранее также были убиты ещё два человека. Позже один из террористов будет застрелен в ходе штурма самолёта (подробнее…). | [ 43 ] |
| 23 сентября 1986 года | Бекешевская                                               | Ми-2      | 23439          | Северо-Кавказское   | 1/1    | Столкновение с ЛЭП при авиационно-химических работах из-за отвлечения пилота на другую ЛЭП | [ 44 ] |
| 1 октября 1986 года   | Гутансар, Джрабер                                         | Ан-2      | 05662          | Армянское           | 2/2    | Столкновение со склоном при визуальном огибании горы в условиях облачности | [ 45 ] |
| 3 октября 1986 года   | «Уралэлектромедь», Верхняя Пышма                          | Ми-8      | 23439          | Уральское           | 3/3    | При работах по демонтажу кирпичной трубы потерял высоту и врезавшись в трубу разрушился | [ 46 ] |
| 9 октября 1986 года   | Булунский район, протока Быковская устья Лены, близ Тикси | Ан-2Р     | 02592          | Якутское            | 0/9    | Столкновение с холмом в условиях «белой мглы» | [ 47 ] |
| 14 октября 1986 года  | Алдан, Усть-Мая                                           | L-410M    | 67264          | Якутское            | 14/14  | Из-за отказа двигателя при взлёте и ошибок экипажа зацепил деревья, упал в реку и утонул | [ 48 ] |
| 20 октября 1986 года  | Курумоч, Куйбышев                                         | Ту-134А   | 65766          | Северо-Кавказское   | 70/94  | Грубая посадка из-за ошибок экипажа (подробнее…) | [ 49 ] |
| 18 ноября 1986 года   | Новая Чемровка                                            | Ми-2      | 15733          | Западно-Сибирское   | 4/4    | Упал на землю по неустановленной причине (либо отказ техники, либо ошибки пилотов в технике пилотирования) | [ 50 ] |
| 6 декабря 1986 года   | Сабетта                                                   | Ми-8      | 22537          | Тюменское           | 1/12   | Столкновение с землёй при уходе на второй круг в условиях образовавшегося снежного вихря | [ 51 ] |
| 6 декабря 1986 года   | Пурпе                                                     | Ми-6      | 21860          | Дальневосточное     | 1/19   | Из-за перегруза при взлёте потерял высоту и врезался в препятствия | [ 52 ] |
| 12 декабря 1986 года  | Шёнефельд, Берлин                                         | Ту-134А   | 65795          | Белорусское         | 72/81  | Столкновение с деревьями при заходе на посадку (подробнее…) | [ 53 ] |
| 16 декабря 1986 года  | ЯНАО, близ Надыма                                         | Ми-8      | 22840          | Тюменское           | 0/5    | Пожар на борту из-за возгорания перевозимого груза (медикаментов) | [ 54 ] |
| 31 декабря 1986 года  | Черненко                                                  | L-410UVP  | 67264          | Красноярское        | 0/?    | Подробности неизвестны | [ 55 ] |